# 谭桂林
谭桂林，南京师范大学文学院教授、博士生导师，中华人民共和国教育部2012年度“长江学者特聘教授”，主要从事中国现当代文学与宗教文化研究。

## 荣誉
- 中华人民共和国教育部“长江学者特聘教授”（2012年）
- 中共中央组织部“国家万人计划哲学社会科学领军人才”（2016年）
- 中华人民共和国国务院政府特殊津贴（2005年）
- 中华人民共和国人力资源和社会保障部“新世纪百千万人才工程国家级人选”（2004年）

## 社会兼职
- 中国国家社会科学基金学科规划评审组专家
- 中国鲁迅研究会副会长